# Tu nella mia vita/Sentimento, sentimento
Tu nella mia vita/Sentimento, sentimento è il secondo singolo di Wess & Dori Ghezzi – il primo su ambo i lati –, pubblicato nel 1973 dalla Durium (catalogo CN A 9335), che anticipa l'eponimo album di debutto.

## I brani

### Tu nella mia vita
Tu nella mia vita, presente sul lato A del disco, è il primo brano della coppia Ghezzi-Johnson ad essere proposto alla 23ª edizione del Festival di Sanremo, dove si classifica al sesto posto. Il testo è scritto da Lubiak, mentre la musica è composta e arrangiata da Arfemo.

### Sentimento, sentimento
Sentimento, sentimento è la canzone pubblicata sul lato B del singolo. Il testo è scritto da Cristiano Minellono e Cristiano Malgioglio, mentre la musica è composta da Massimo Cultraro. Gli arrangiamenti sono di Ninni Carucci.

## Tracce
Edizioni musicali Fama e Durium.
1. Tu nella mia vita (Festival di Sanremo 1973) – 3:26
2. Sentimento, sentimento – 2:57